# Comitato di coordinamento dei partiti e dei movimenti maoisti dell'Asia Meridionale
Il Comitato di coordinamento dei partiti e dei movimenti maoisti dell'Asia Meridionale è una federazione di vari partiti e movimenti maoisti dell'Asia meridionale. Il suo scopo è coordinare le loro attività in Asia meridionale e altrove.

## Partiti membri
Il Comitato è stato fondato nel 2001 dai seguenti partiti:

### Bangladesh
- Partito Purba Bangala Sarbahara (Comitato Centrale)
- Partito Purba Bangla Sarbahara
- Partito Comunista del Bangladesh (Marxista-Leninista)
- Partito Comunista di Purba Banglar (Marxista-Leninista)
- Movimento di Riorganizzazione Bolscevica Maoista del Partito Purba Bangla Sarbahara

### Bhutan
- Partito Comunista (Marxista-Leninista-Maoista) Bhutanese (membro osservatore)

### India
- Partito Comunista dell'India (Marxista-Leninista) Naxalbari
- Centro Comunista Maoista
- Centro Comunista Rivoluzionario Indiano (Marxista-Leninista-Maoista)
- Centro Comunista Rivoluzionario Indiano (Maoista)
- Partito Comunista Indiano (Marxista–Leninista) Guerra Popolare

Nel 2003 il Centro comunista rivoluzionario indiano (maoista) e il Centro comunista maoista si sono fusi nel Centro comunista maoista indiano; l'anno seguente quest'ultimo si è fuso con il Partito Comunista Indiano (Marxista-Leninista) Guerra Popolare, dando origine al Partito Comunista dell'India (Maoista).

### Nepal
- Partito Comunista Unificato del Nepal (maoista)

### Sri Lanka
- Partito Comunista Maoista di Ceylon

## Dichiarazione
Nel 2002, durante la seconda conferenza annuale, il comitato ha rilasciato una dichiarazione per spiegare il suo ruolo nella politica rivoluzionaria, la sua strategia e la sua interpretazione della situazione politica in Asia meridionale e nel mondo. L'organizzazione ha dichiarato la volontà di seguire le idee e i principi di Karl Marx, Lenin e Mao Tse-tung e di mettere in pratica gli insegnamenti della guerriglia popolare permanente in Perù, Nepal, India, Turchia e altrove.